# Llista d'asteroides/168301-168400
| Nom                  | Designació provisional | Data de descobriment   | Lloc de descobriment   | Descobridor/s                                          |
| -------------------- | ---------------------- | ---------------------- | ---------------------- | ------------------------------------------------------ |
| 168301 -             | 1315 T-2               | 29 de setembre de 1973 | Palomar                | C. J. van Houten, I. van Houten-Groeneveld, T. Gehrels |
| 168302 -             | 1428 T-2               | 29 de setembre de 1973 | Palomar                | C. J. van Houten, I. van Houten-Groeneveld, T. Gehrels |
| 168303 -             | 2223 T-2               | 29 de setembre de 1973 | Palomar                | C. J. van Houten, I. van Houten-Groeneveld, T. Gehrels |
| 168304 -             | 3125 T-2               | 30 de setembre de 1973 | Palomar                | C. J. van Houten, I. van Houten-Groeneveld, T. Gehrels |
| 168305 -             | 3205 T-2               | 30 de setembre de 1973 | Palomar                | C. J. van Houten, I. van Houten-Groeneveld, T. Gehrels |
| 168306 -             | 4255 T-2               | 29 de setembre de 1973 | Palomar                | C. J. van Houten, I. van Houten-Groeneveld, T. Gehrels |
| 168307 -             | 1206 T-3               | 17 d'octubre de 1977   | Palomar                | C. J. van Houten, I. van Houten-Groeneveld, T. Gehrels |
| 168308 -             | 1216 T-3               | 17 d'octubre de 1977   | Palomar                | C. J. van Houten, I. van Houten-Groeneveld, T. Gehrels |
| 168309 -             | 2167 T-3               | 16 d'octubre de 1977   | Palomar                | C. J. van Houten, I. van Houten-Groeneveld, T. Gehrels |
| 168310 -             | 2316 T-3               | 16 d'octubre de 1977   | Palomar                | C. J. van Houten, I. van Houten-Groeneveld, T. Gehrels |
| 168311 -             | 3312 T-3               | 16 d'octubre de 1977   | Palomar                | C. J. van Houten, I. van Houten-Groeneveld, T. Gehrels |
| 168312 -             | 3396 T-3               | 16 d'octubre de 1977   | Palomar                | C. J. van Houten, I. van Houten-Groeneveld, T. Gehrels |
| 168313 -             | 5009 T-3               | 16 d'octubre de 1977   | Palomar                | C. J. van Houten, I. van Houten-Groeneveld, T. Gehrels |
| 168314 -             | 1981 EW6               | 6 de març de 1981      | Siding Spring          | S. J. Bus                                              |
| 168315 -             | 1982 RA1               | 13 de setembre de 1982 | Harvard Observatory    | Oak Ridge Observatory                                  |
| 168316 -             | 1982 WD                | 25 de novembre de 1982 | Palomar                | R. S. Dunbar                                           |
| 168317 -             | 1988 RY4               | 2 de setembre de 1988  | La Silla               | H. Debehogne                                           |
| 168318 -             | 1989 DA                | 27 de febrer de 1989   | Palomar                | J. Phinney                                             |
| 168319 -             | 1990 RW2               | 15 de setembre de 1990 | Palomar                | H. E. Holt                                             |
| 168320 -             | 1990 WG5               | 16 de novembre de 1990 | La Silla               | E. W. Elst                                             |
| 168321 Josephschmidt | 1991 RJ3               | 12 de setembre de 1991 | Tautenburg Observatory | F. Börngen, L. D. Schmadel                             |
| 168322 -             | 1992 EX7               | 2 de març de 1992      | La Silla               | UESAC                                                  |
| 168323 -             | 1992 ED23              | 1 de març de 1992      | La Silla               | UESAC                                                  |
| 168324 -             | 1993 FA19              | 17 de març de 1993     | La Silla               | UESAC                                                  |
| 168325 -             | 1993 FT27              | 21 de març de 1993     | La Silla               | UESAC                                                  |
| 168326 -             | 1993 FJ59              | 19 de març de 1993     | La Silla               | UESAC                                                  |
| 168327 -             | 1993 FZ60              | 19 de març de 1993     | La Silla               | UESAC                                                  |
| 168328 -             | 1993 NX1               | 12 de juliol de 1993   | La Silla               | E. W. Elst                                             |
| 168329 -             | 1993 TN6               | 9 d'octubre de 1993    | Kitt Peak              | Spacewatch                                             |
| 168330 -             | 1993 TZ7               | 10 d'octubre de 1993   | Kitt Peak              | Spacewatch                                             |
| 168331 -             | 1993 TA8               | 10 d'octubre de 1993   | Kitt Peak              | Spacewatch                                             |
| 168332 -             | 1993 TC28              | 9 d'octubre de 1993    | La Silla               | E. W. Elst                                             |
| 168333 -             | 1994 CU17              | 8 de febrer de 1994    | La Silla               | E. W. Elst                                             |
| 168334 -             | 1994 PQ1               | 12 d'agost de 1994     | Siding Spring          | R. H. McNaught                                         |
| 168335 -             | 1994 PW24              | 12 d'agost de 1994     | La Silla               | E. W. Elst                                             |
| 168336 -             | 1994 PV28              | 12 d'agost de 1994     | La Silla               | E. W. Elst                                             |
| 168337 -             | 1994 SK1               | 27 de setembre de 1994 | Kitt Peak              | Spacewatch                                             |
| 168338 -             | 1994 UW10              | 29 d'octubre de 1994   | Kitt Peak              | Spacewatch                                             |
| 168339 -             | 1995 FS8               | 26 de març de 1995     | Kitt Peak              | Spacewatch                                             |
| 168340 -             | 1995 JE1               | 4 de maig de 1995      | Kitt Peak              | Spacewatch                                             |
| 168341 -             | 1995 MT1               | 23 de juny de 1995     | Kitt Peak              | Spacewatch                                             |
| 168342 -             | 1995 MG4               | 29 de juny de 1995     | Kitt Peak              | Spacewatch                                             |
| 168343 -             | 1995 OJ2               | 22 de juliol de 1995   | Kitt Peak              | Spacewatch                                             |
| 168344 -             | 1995 OD14              | 23 de juliol de 1995   | Kitt Peak              | Spacewatch                                             |
| 168345 -             | 1995 SR30              | 20 de setembre de 1995 | Kitt Peak              | Spacewatch                                             |
| 168346 -             | 1995 SH89              | 29 de setembre de 1995 | Kitt Peak              | Spacewatch                                             |
| 168347 -             | 1995 UG13              | 17 d'octubre de 1995   | Kitt Peak              | Spacewatch                                             |
| 168348 -             | 1995 UZ18              | 19 d'octubre de 1995   | Kitt Peak              | Spacewatch                                             |
| 168349 -             | 1995 UZ30              | 20 d'octubre de 1995   | Kitt Peak              | Spacewatch                                             |
| 168350 -             | 1995 UX42              | 24 d'octubre de 1995   | Kitt Peak              | Spacewatch                                             |
| 168351 -             | 1995 UY51              | 20 d'octubre de 1995   | Kitt Peak              | Spacewatch                                             |
| 168352 -             | 1995 VV3               | 14 de novembre de 1995 | Kitt Peak              | Spacewatch                                             |
| 168353 -             | 1995 VQ5               | 14 de novembre de 1995 | Kitt Peak              | Spacewatch                                             |
| 168354 -             | 1996 AE6               | 12 de gener de 1996    | Kitt Peak              | Spacewatch                                             |
| 168355 -             | 1996 AU8               | 13 de gener de 1996    | Kitt Peak              | Spacewatch                                             |
| 168356 -             | 1996 AF15              | 12 de gener de 1996    | Kitt Peak              | Spacewatch                                             |
| 168357 -             | 1996 CF2               | 15 de febrer de 1996   | Kitt Peak              | Spacewatch                                             |
| 168358 Casca         | 1996 DF2               | 24 de febrer de 1996   | NRC-DAO                | D. D. Balam                                            |
| 168359 -             | 1996 DH3               | 29 de febrer de 1996   | Haleakala              | AMOS                                                   |
| 168360 -             | 1996 PC                | 6 d'agost de 1996      | Prescott               | P. G. Comba                                            |
| 168361 -             | 1996 RB18              | 14 de setembre de 1996 | Kitt Peak              | Spacewatch                                             |
| 168362 -             | 1996 RV28              | 11 de setembre de 1996 | La Silla               | Uppsala-DLR Trojan Survey                              |
| 168363 -             | 1996 TG18              | 4 d'octubre de 1996    | Kitt Peak              | Spacewatch                                             |
| 168364 -             | 1996 TZ19              | 5 d'octubre de 1996    | Kitt Peak              | Spacewatch                                             |
| 168365 -             | 1996 TT25              | 6 d'octubre de 1996    | Kitt Peak              | Spacewatch                                             |
| 168366 -             | 1996 TC42              | 8 d'octubre de 1996    | La Silla               | E. W. Elst                                             |
| 168367 -             | 1996 UT4               | 18 d'octubre de 1996   | Caussols               | ODAS                                                   |
| 168368 -             | 1996 WU3               | 18 de novembre de 1996 | Kitt Peak              | Spacewatch                                             |
| 168369 -             | 1996 XP6               | 1 de desembre de 1996  | Kitt Peak              | Spacewatch                                             |
| 168370 -             | 1996 XA17              | 4 de desembre de 1996  | Kitt Peak              | Spacewatch                                             |
| 168371 -             | 1996 XF20              | 4 de desembre de 1996  | Kitt Peak              | Spacewatch                                             |
| 168372 -             | 1996 XV22              | 12 de desembre de 1996 | Kitt Peak              | Spacewatch                                             |
| 168373 -             | 1997 CC11              | 3 de febrer de 1997    | Kitt Peak              | Spacewatch                                             |
| 168374 -             | 1997 CH23              | 4 de febrer de 1997    | Kitt Peak              | Spacewatch                                             |
| 168375 -             | 1997 EE1               | 3 de març de 1997      | Kitt Peak              | Spacewatch                                             |
| 168376 -             | 1997 EK15              | 4 de març de 1997      | Kitt Peak              | Spacewatch                                             |
| 168377 -             | 1997 EY16              | 8 de març de 1997      | Kitt Peak              | Spacewatch                                             |
| 168378 -             | 1997 ET30              | 12 de març de 1997     | Kitt Peak              | Spacewatch                                             |
| 168379 -             | 1997 GB15              | 3 d'abril de 1997      | Socorro                | LINEAR                                                 |
| 168380 -             | 1997 HX16              | 30 d'abril de 1997     | Kitt Peak              | Spacewatch                                             |
| 168381 -             | 1997 LY4               | 10 de juny de 1997     | Xinglong               | BAO Schmidt CCD Asteroid Program                       |
| 168382 -             | 1997 MC6               | 26 de juny de 1997     | Kitt Peak              | Spacewatch                                             |
| 168383 -             | 1997 MG8               | 29 de juny de 1997     | Kitt Peak              | Spacewatch                                             |
| 168384 -             | 1997 NP3               | 6 de juliol de 1997    | Kitt Peak              | Spacewatch                                             |
| 168385 -             | 1997 RH4               | 5 de setembre de 1997  | Caussols               | ODAS                                                   |
| 168386 -             | 1997 SR23              | 29 de setembre de 1997 | Kitt Peak              | Spacewatch                                             |
| 168387 -             | 1997 SJ30              | 30 de setembre de 1997 | Kitt Peak              | Spacewatch                                             |
| 168388 -             | 1997 TF5               | 1 d'octubre de 1997    | Caussols               | ODAS                                                   |
| 168389 -             | 1997 TC12              | 2 d'octubre de 1997    | Kitt Peak              | Spacewatch                                             |
| 168390 -             | 1997 WF6               | 23 de novembre de 1997 | Kitt Peak              | Spacewatch                                             |
| 168391 -             | 1997 WK36              | 29 de novembre de 1997 | Socorro                | LINEAR                                                 |
| 168392 -             | 1997 YU17              | 31 de desembre de 1997 | Kitt Peak              | Spacewatch                                             |
| 168393 -             | 1998 AU4               | 6 de gener de 1998     | Kitt Peak              | Spacewatch                                             |
| 168394 -             | 1998 BX2               | 19 de gener de 1998    | Nachi-Katsuura         | Y. Shimizu, T. Urata                                   |
| 168395 -             | 1998 BQ18              | 23 de gener de 1998    | Kitt Peak              | Spacewatch                                             |
| 168396 -             | 1998 BN31              | 26 de gener de 1998    | Kitt Peak              | Spacewatch                                             |
| 168397 -             | 1998 BD48              | 29 de gener de 1998    | Kitt Peak              | Spacewatch                                             |
| 168398 -             | 1998 DG                | 17 de febrer de 1998   | Modra                  | A. Galád, A. Pravda                                    |
| 168399 -             | 1998 DP12              | 24 de febrer de 1998   | Kitt Peak              | Spacewatch                                             |
| 168400 -             | 1998 EC5               | 1 de març de 1998      | Kitt Peak              | Spacewatch                                             |